# 後山線
後山線（朝鲜语：／ Husan sŏn */?）是朝鮮民主主義人民共和國的一條鐵道線路，站點為南浦特别市龙冈郡的後山站到阳幕站。

## 路线概况
- 距离：3.7km
- 车站数：2
- 轨距：1435mm
- 电气化区间：无
- 复线区间：无